# Sosarme

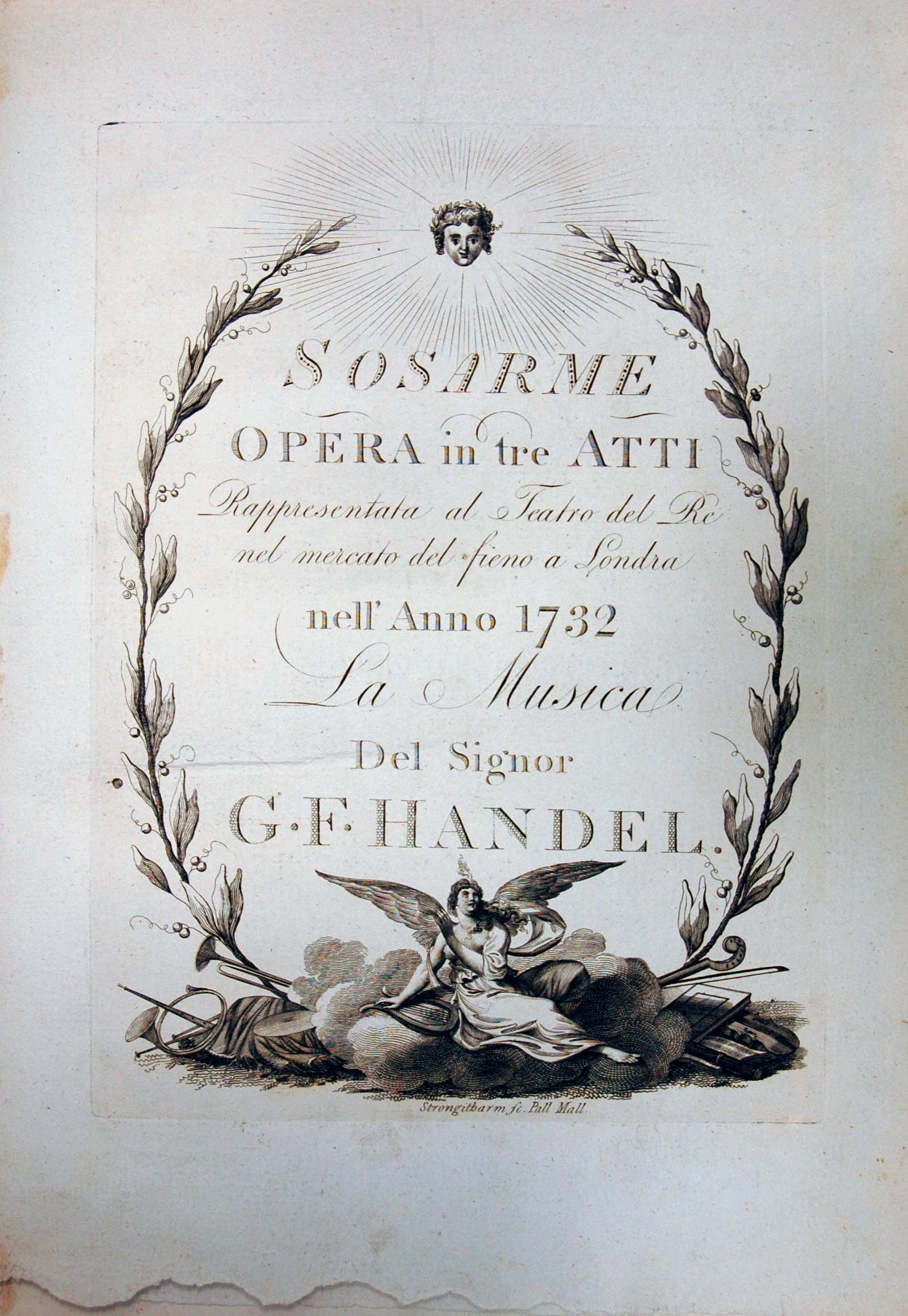
Titelseite der Prachtausgabe von Samuel Arnold (nach 1786)

Sosarme, Re di Media (HWV 30) ist eine Oper (Dramma per musica) in drei Akten von Georg Friedrich Händel. Die Oper sollte ursprünglich Fernando, Re di Castiglia heißen, der Schauplatz war die Iberische Halbinsel. Mutmaßlich unter Rücksichtnahme auf Interessen des britischen Hofes hat Händel die fast fertiggestellte Handlung umgebaut und nach Kleinasien verlegt.

## Entstehung und Libretto

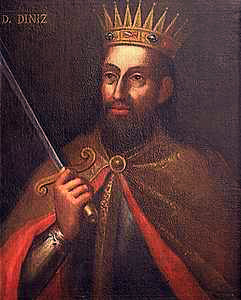
König Dionysius von Portugal

Nach der Premiere seines wenig erfolgreichen Ezio Anfang Januar 1732 nahm Händel zunächst den beim Publikum stets aufs Neue beliebten Giulio Cesare wieder auf, so dass Zeit blieb, den erst am 4. Februar fertiggestellten Sosarme, Re di Media bis zur Premiere am 15. Februar zu proben. „Fine dell’ Opera. G.F. Handel li 4 di Febraro. 1732“, lautet die Notiz am Ende des Autographs. Der Wochentag „Venerdy“ ist nachträglich noch darüber geschrieben worden.
Im Jahre 1707, als der junge Händel in Italien war, schrieb Antonio Salvi – Dichter und Günstling des Prinzen Ferdinando de’ Medici – Dionisio, Re di Portogallo, mit Musik von Giacomo Antonio Perti (die Musik ist verloren). Vorläufer dieses Librettos ist die Dichtung Alfonso Primo von Matteo Noris (Venedig 1694). Händel hatte vermutlich im September 1707 eine Aufführung der Pertischen Oper in Pratolino (bei Florenz) gesehen und den Stoff im Hinterkopf behalten.
Für Salvi war das Schreiben von Opern-Texten nur ein Nebenerwerb. Dennoch waren seine Libretti alles andere als zweitklassig – ganz im Gegenteil: Da es für ihn keine Notwendigkeit gab, diese für sein täglich Brot zu schreiben, konnte er einen ausgesprochen individuellen Stil entwickeln, der sehr vom französischen Drama beeinflusst war. Seine Charaktere, fernab jeglicher Routine-Typen der Opera seria, sind sehr natürlich und drücken ihre Gefühle in sehr bewegender Weise aus. Die führenden italienischen Opernkomponisten der Zeit haben dies ebenso empfunden und seine Texte gerne verwendet: Alessandro Scarlatti, Antonio Vivaldi und Antonio Caldara.
Ein Vierteljahrhundert später beginnt nun Händel, die Geschichte von Salvi unter dem Titel Fernando, Re di Castiglia zu vertonen, und kommt bis zum Ende des zweiten Aktes. Nun entschloss er sich zu einer radikalen Änderung, weil ihm die Nähe zu tatsächlich existierenden Personen jüngerer Vergangenheit offenbar zu groß war:
Ursprünglich spielte das Stück in der portugiesischen Stadt Coimbra, und das Libretto handelte von dem portugiesischen König Dionysius (er regierte von 1279 bis 1325), seinem Sohn Alfonso IV. sowie Fernando „El Emplazado“ von Kastilien (er regierte von 1295 bis 1312); pikante Details wie etwa die Rolle des illegitimen Sohnes Sancio spielten auf den historisch verbürgten außerehelichen Kinderreichtum des portugiesischen Königs an. Ein moralisch so fragwürdig und zudem tyrannisch gezeichneter portugiesischer König auf der englischen Opernbühne, der auch noch auf Rettung durch den König von Kastilien angewiesen war, hätte die traditionell guten Beziehungen zwischen England und Portugal belasten und sogar einen diplomatischen Zwischenfall verursachen können. König Johann V. von Portugal war zu der Zeit Europas reichster Monarch, hatte durch die Ausbeutung der Bodenschätze in Brasilien ein unglaubliches Vermögen angehäuft, und die Portugiesen waren Großbritanniens ältester europäischer Verbündeter. Zudem war Isabel de Aragón (Isabella) 1625 heiliggesprochen worden und in Portugal auch aktuell als „Rainha Santa Isabel“ überaus populär; eine Darstellung als Opernfigur hätte deshalb als blasphemisch empfunden werden können.

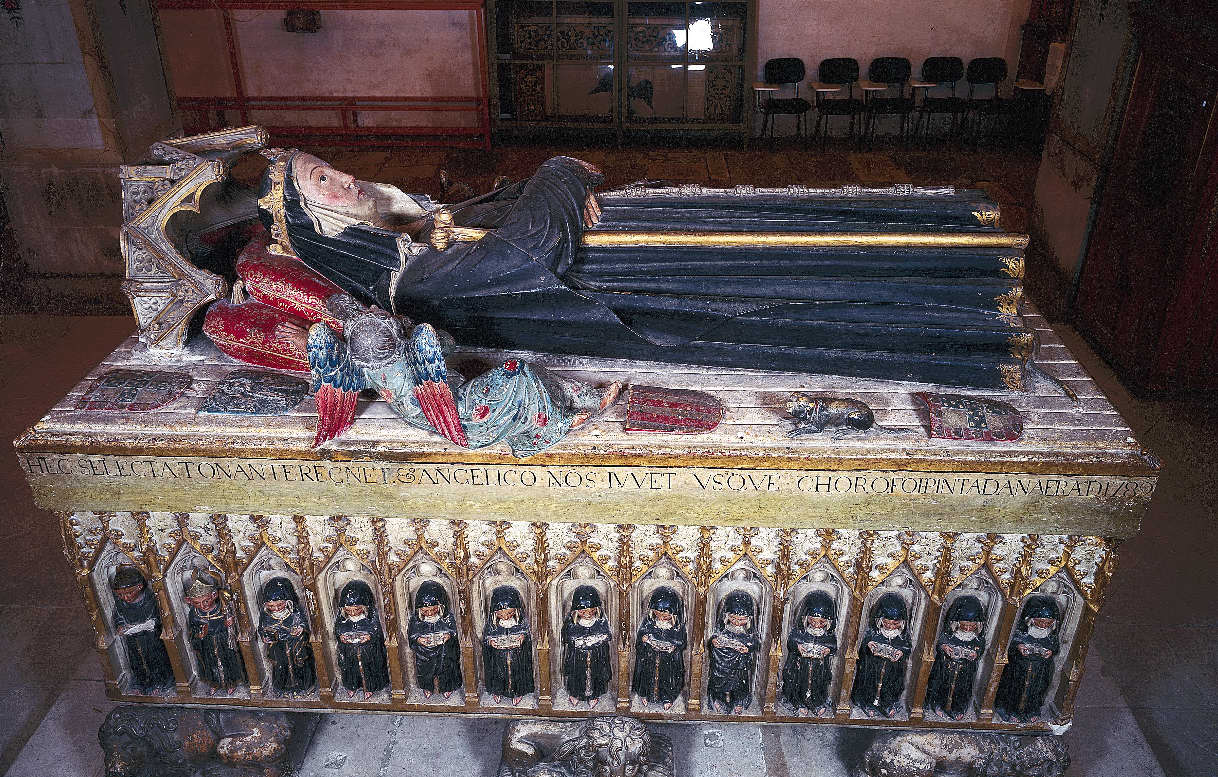
Das gotische Hochgrab der hl. Elisabeth von Portugal in Coimbra. Isabel de Aragón war 1625 heiliggesprochen worden.

Also änderte Händel mitten im Kompositionsprozess die Personennamen (mit Ausnahme von Altomaro): Fernando wurde zu Sosarme, Alfonso zu Argone, Sancio zu Melo, Isabella zu Erenice, Dionisio zu Haliate und Elvidia zu Elmira. Ohne die Handlung selbst anzutasten, verlegte er den Schauplatz der Geschichte in ein mythisches Lydien. Mit dieser Verlagerung der Handlung in einen pseudohistorischen Kontext wich Händel diesen Problemen aus. Der Vater-Sohn-Konflikt, um den es in diesem Libretto geht, ließ sich auch ohne konkrete historische Zuordnung auf der Opernbühne darstellen.
Zur Parabel, das wusste die Oper genauso gut wie das literarische Theater, taugten Stoffe am ehesten, die im historischen Gedächtnis nicht mehr allzu präsent waren.
Dennoch wurde die Handlung der Oper vom Londoner Publikum als offene Anspielung auf die gespannte politische Situation am englischen Hofe zwischen König Georg II., dem Kronprinzen Friedrich, Prince of Wales, und dem Premierminister Robert Walpole empfunden. Der wahre Grund dieser Fehde bleibt im Dunkeln, aber sein Verlauf war in der Öffentlichkeit gut bekannt. Das englische Volk hoffte auf eine Änderung dieser düsteren politischen und familiären Situation durch Friedrichs Schwester (und Händels Schülerin) Prinzessin Anne, mit ihrem Verlobten Wilhelm IV. von Oranien an der Seite.
Für Händel, der auf Seiten des Königs und der Königin Caroline stand, hatte dieser Konflikt insofern Konsequenzen, als 1733 unter dem Protektorat des Kronprinzen die Opera of the Nobility ins Leben gerufen wurde, die sich gegen Händels Royal Academy of Music richtete und letztlich deren finanziellen Ruin herbeiführte.
Wie schon zuvor bei Händels Opern Poro und Ezio kann der Bearbeiter des Textes nicht ermittelt werden. Dafür kommt Samuel Humphreys infrage, der schon des Öfteren die englische Übersetzung für das zweisprachig gehaltene Textbuch besorgt und zu der Zeit eine Art Sekretärsposten am Haymarket-Theater innehatte, oder auch Paolo Antonio Rolli, möglicherweise aber Händel selbst. Wiederum bestand die Bearbeitung in erster Linie aus einer gravierenden Kürzung der Rezitative, vermutlich als Reaktion auf die schlechte Aufnahme von Ezio und die Abneigung der Engländer gegen lange Passagen in italienischer Sprache (auch wenn ohne diese der Zusammenhang der Handlung völlig verloren geht): Von den ursprünglich 1095 Rezitativzeilen bei Salvi fielen 575 dem Rotstift zum Opfer. Die Tatsache, dass dadurch die dramatische Struktur stark beeinträchtigt wurde, glich Händel durch das Schreiben außergewöhnlicher Musik aus und konzentrierte sich darauf, die Aufmerksamkeit seines ruhelosen Publikums durch seine Arien zu fesseln.
In seiner neuen Gestalt war die Oper ein großer Erfolg: Zwischen 15. Februar und 21. März lief sie an elf Abenden. In das „Opera Register“, welches lange Zeit fälschlicherweise Francis Colman zugeschrieben war, wurde vermerkt:

“In Febry Sosarmes – a New Opera – by Hendell – took much & was for many Nights much crowded to some peoples admiration.”

„Im Februar ‚Sosarme‘ – eine neue Oper – von Händel – zog gut und war zur Verwunderung einiger Leute viele Abende lang gut besucht.“

Und Viscount Percival, später der 1. Earl of Egmont, berichtet in seinem Tagebuch am 22. Februar:

“I went to the Opera Sosarmis, made by Hendel, which takes with the town, and that justly, for it is one of the best I ever heard.”

„Ich war in der Oper ‚Sosarme‘ von Händel, sie kommt in der Stadt an und das zu Recht, denn sie ist eine der besten, die ich jemals gehört habe.“

Besetzung der Uraufführung:
- Sosarme – Francesco Bernardi, genannt „Senesino“ (Mezzosoprankastrat)
- Haliate – Giovanni Battista Pinacci (Tenor)
- Elmira – Anna Maria Strada del Pò (Sopran)
- Erenice – Anna Bagnolesi (Alt)
- Melo – Francesca Bertolli (Alt)
- Altomaro – Antonio Montagnana (Bass)
- Argone – Antonio Gualandi, genannt „Campioli“ (Altkastrat)

Händel nahm Sosarme 1734, beginnend am 27. April, nochmals für drei Vorstellungen wieder auf. Mrs. Pendarves, Händels Nachbarin in der Brook Street und lebenslange Verehrerin, besuchte die Vormittagsprobe am 26. April und eine Vorstellung und fand Sosarme

“[…] a most delightful opera […, …] a charming one, and yet I dare say it will be almost empty! ‘Tis vexatious to have such music neglected.”

„[…] eine der schönsten Opern […, …] ein bezauberndes Stück, und doch wage ich zu sagen, es wird fast keiner hingehen! Es ist ein Ärger, solche Musik so vernachlässigt zu sehen.“

Damit sollte Mrs. Pendarves recht behalten, denn es gab keine weiteren Inszenierungen des Stückes im 18. Jahrhundert. Sosarme wurde erstmals wieder gehört, als die BBC im Dezember 1948 eine Aufführung des zweiten Aktes im Radio sendete. Eine weitere konzertante Aufführung in der Goldsmiths’ Hall am 28. Januar 1955, diesmal aller drei Akte, wenngleich gekürzt, wurde im Zusammenhang mit der Schallplattenproduktion des Werkes mit dem „St. Cecilia Orchestra“ unter der Leitung von Anthony Lewis ausgestrahlt.
Die erstmalige Bühnenaufführung der Oper in der Neuzeit fand am 8. September 1970 im Unicorn Theatre Club in Abingdon (Großbritannien) in einer englischen Textfassung von Alan Kitching statt. Die musikalische Leitung hatte Antony le Fleming. Schon kurze Zeit danach wurde die Oper das erste Mal in Originalsprache und historischer Aufführungspraxis während des Kent-Festivals am 22. Juni 1972 in Stour (Olantigh) gespielt. Der Initiator dieser Aufführung war der Pionier der stilgetreuen Wiederaufführung Alter Musik und Countertenor Alfred Deller. Das Deller Consort und das Collegium Aureum spielten unter seiner Leitung, während er gleichzeitig die Titelpartie sang.
Am 18. Februar 2005 wurde die Oper erstmals als Fernando, Re di Castiglia mit Il complesso barocco unter der Leitung von Alan Curtis im Teatro Nacional de São Carlos in Lissabon in ihrer ursprünglichen Version aufgeführt. Curtis hatte nicht nur die historischen Namen wiederhergestellt, sondern auch Händels Änderungen bei der Umarbeitung in den musikalischen Passagen rückgängig gemacht.

## Handlung

### Historischer und literarischer Hintergrund
Hintergrund des Opernsujets sind tatsächliche Ereignisse am portugiesischen Hof am Anfang des 14. Jahrhunderts: Dionysius marschierte 1295 in Kastilien ein. 1297 wurde der Vertrag von Alcañices zwischen Dionysius und dem neuen kastilischen König Ferdinand geschlossen, womit die Grenze zwischen Kastilien und Portugal endgültig festgelegt wurde – sie entspricht im Wesentlichen der noch heute gültigen Grenze zwischen Spanien und Portugal. Der neue Frieden wurde zusätzlich durch Hochzeiten gefestigt: Dionysius verheiratete seine zwei Kinder aus der Ehe mit der hl. Elisabeth von Portugal, seine Tochter Constança mit dem kastilischen König selbst; seinen Sohn Alfons IV. mit Beatrix von Kastilien, einer Schwester des kastilischen Königs. Um seine Thronfolge entbrannte eine Rivalität zwischen einem seiner mindestens sieben außerehelichen Kinder, Afonso Sanches, und seinem ehelichen Alfons.
Die Übertragung der Handlung aus dem portugiesischen Coimbra ins lydische Sardes, die zeitliche Verschiebung um fast 2000 Jahre, geschah völlig ohne historischen Bezug. Lediglich die Namen des Sosarme (Kyaxares II.) und des Haliate (Alyattes II.) erinnern an historische Personen in Kleinasien im 6. vorchristlichen Jahrhundert.

### Erster Akt
Im Krieg gegen seinen Vater Haliate, der ihm sein Erstgeburtsrecht verweigert und seinen illegitimen Sohn Melo als Thronerben sieht, hat sich Argone in der Stadt Sardes verschanzt, die nun vom Heer seines Vaters belagert wird. Gegen den Hunger in der Stadt hilft nur der Kampf gegen die Belagerer in offener Schlacht. Argones Soldaten sind bereit, ihm in den Kampf zu folgen.
Im Palast von Sardes erzählt Erenice ihrer Tochter Elmira von einem schrecklichen Traum, in dem ihr Hekate erschienen sei und geweissagt habe, der Krieg werde heute durch Blut zu Ende gehen, das von dem Sohn vergossen werde. Erenice versteht diesen Traum als Ankündigung, dass entweder Haliate oder Argone sterben werden. Elmira vermag ihre Mutter nicht zu trösten. Als sie auch noch die Nachricht bringt, Argone habe die Schlacht gegen das Heer des Vaters beschlossen, sieht Erenice ihre schlimmsten Ahnungen bestätigt und beschließt, diesen widernatürlichen Kampf zu verhindern.
Im Feldlager vor der Stadt versucht Altomaro, seinen Enkel Melo, den unehelichen Sohn seiner Tochter mit Haliate, von seinem Plan zu überzeugen, ihn an Argones Stelle auf den Thron zu bringen. Doch Melo weigert sich, an diesem frevlerischen Plan mitzuwirken. Als Sosarme ihn in Gedanken findet und nach den Gründen fragt, zeigt Melo Verständnis für Argones Weigerung, den Vater und sein Heer in Sardes zu empfangen. Sosarme bietet sich an, mit Argone zu verhandeln, gibt ihm dies doch auch Gelegenheit, seine Braut Elmira zu sehen. Melo wünscht Sosarme Glück und hofft, dass der Friede zurückkehre. Von diesem Wunsch ist Haliate freilich weit entfernt. Sosarme versucht ihn davon zu überzeugen, dass Argone ein Recht auf die Thronfolge habe – umsonst: Haliate schwört dem rebellischen Sohn tödliche Rache und schließt in diesen Fluch alle ein, die bei Argone weilen. Auf diese Ungeheuerlichkeit hin kündigt Sosarme ihm Freundschaft und Bündnistreue und verlässt den, der sein Schwiegervater hätte werden sollen. Unbelehrbar bleibt Haliate zurück.
Erneut wechselt die Szene in den Palast von Sardes. Argone will zum Kampf aufbrechen, wird aber von Mutter und Schwester zurückgehalten, die ihn anflehen, nicht gegen den Vater in den Krieg zu ziehen. Fast haben sie ihr Ziel erreicht, als der Chor der Soldaten den Schlachtruf der ersten Szene wiederholt und Argone aus der nachdenklichen Stimmung reißt. Eilig folgt er den Soldaten. Erenice und Elmira bleiben verzweifelt zurück.

### Zweiter Akt
Im Königssaal gibt sich Elmira ihrer Verzweiflung hin: Wer auch immer siegt, wird ihr Schmerz bereiten. Sie hat vom Turm aus den Kampf beobachtet, aber nicht sehen können, wer gesiegt hat. Angstvoll sehen sie und Erenice Argone mit blutigem Schwert zurückkehren. Es ist nicht das Blut seines Vaters Haliate, sondern Sosarmes Blut; mit der ohnmächtigen Elmira im Arm beschimpft Erenice ihren Sohn als Ungeheuer.
In einem Garten versucht Altomaro Haliate aufzumuntern: Argones Erfolg sei der letzte verzweifelte Sieg vor seinem Ende. Als auch noch Melo hinzukommt und im Namen des medischen Volkes Sosarmes Freiheit verlangt, bricht die Wut aus Haliate heraus: Zwei unbotmäßige Söhne seien zu viel. Um Melo zu bestrafen, trägt er Altomaro auf, Friedensverhandlungen mit Argone aufzunehmen. Als der König gegangen ist, weigert Melo sich noch einmal, unrechtmäßig die Thronfolge anzustreben. Altomaro beschließt darauf, selbst zu handeln und seinen Enkel vermittels einer Intrige auf den Thron zu befördern.
In einem Zimmer des Palastes pflegt Elmira ihren verwundeten Verlobten. Beide sind glücklich, wenigstens auf diese Weise vereint zu sein. Da kommt Erenice mit der Nachricht, Haliate schicke einen Unterhändler, und bittet Sosarme, sich bei Argone für den Frieden zu verwenden.
Argone ist zur Erleichterung seiner Mutter und seiner Schwester bereit, Sosarmes Argumenten zu folgen. Da erscheint Altomaro im Thronsaal mit einem vermeintlich von Haliate ersonnenen Angebot, das Blutvergießen zu beenden, indem der Kampf durch ein Duell zwischen Vater und Sohn entschieden werden soll. Im allgemeinen Entsetzen über diesen Vorschlag nimmt Argone die Herausforderung an und eilt mit Altomaro davon. Erenice beschließt, ins Feldlager zu eilen und ihren Gemahl von dem schrecklichen Plan abzubringen. Sosarme verabschiedet sich von Elmira, um Argone zu folgen, und Elmira bleibt voller Angst und Hoffnung zurück.

### Dritter Akt
Außerhalb der Mauern von Sardes fragt Haliate den zurückgekehrten Altomaro, ob Argone seinen Vorschlag angenommen habe. Nun vollendet Altomaro seine Intrige und berichtet voll scheinheiligen Entsetzens, nicht nur habe Argone sein Friedensangebot abgelehnt, sondern Erenice ihn darüber hinaus gedrängt, den Vater zum Duell herauszufordern. Altomaros Plan scheint aufzugehen: Wütend weigert Haliate sich, seiner Gemahlin zuzuhören, als sie ihn von dem Vorhaben abbringen will, das sie für seines hält. Stattdessen befiehlt er Melo, sie zu bewachen. Dieser, einmal mehr in der Absicht zu vermitteln, muss nun erfahren, dass nicht Erenice das Duell vorschlug, sondern Altomaro. Er geleitet sie zu seinem Zelt und legt sich seinerseits einen Plan zurecht: Er will den Vater bitten, an seiner statt gegen Argone zu kämpfen, um dann das Schwert fortzuwerfen und den Halbbruder zum Zeichen der Versöhnung zu umarmen.
Im königlichen Garten will Argone zum Kampf aufbrechen, wird aber von Elmira und Sosarme zurückgehalten. Doch Argone lässt sich nicht aufhalten. Sosarme folgt ihm, um ihn vor sich selbst zu beschützen, und Elmira bleibt voller Unruhe zurück.
Auf freiem Feld wartet Haliate auf Argone. Statt seiner kommt Melo, wird jedoch vom Vater fortgeschickt. Nun naht Altomaro mit Argone und zwei Schwertern. Vater und Sohn beginnen zu kämpfen, bis Erenice und Melo sich dazwischen werfen; sie wird dabei von Argone verletzt, er von Haliate. Entsetzt über diese Tat halten beide inne und werfen die Schwerter fort. Altomaro flüchtet, und Melo deckt die Intrige seines Großvaters auf. Sosarme und Elmira kommen hinzu und berichten, dass Altomaro sich selbst den Tod gegeben habe. Argone bittet den Vater um Vergebung, die dieser gerne gewährt. Erenice ist glücklich, dass das Orakel sich ganz anders als erwartet erfüllt hat, und Sosarme und Elmira freuen sich auf das bevorstehende Glück.

## Fernando, Re di Castiglia
Im Vergleich zur ursprünglichen Planung der Oper sind folgende Partien identisch:
- Sosarme = Fernando, König von Kastilien und Verlobter Elvidas
- Haliate = Dionisio, König von Portugal
- Elmira = Elvida, Dionisos Tochter
- Erenice = Isabella, Dionisios Frau, Königin von Portugal
- Melo = Sancio, Dionisios unehelicher Sohn und Rivale seines Halbbruders Alfonso
- Altomaro = Altomaro, Dionisios Hofrat
- Argone = Alfonso, Dionisios und Isabellas Sohn, rechtmäßiger Thronerbe

## Musik
Die Oper weist neben der üblichen französischen Ouvertüre, mit reichhaltigem Instrumentarium und sieben ausgeschriebenen Stimmen, auch zwei Sinfonien als Instrumentalsätze auf. Neben drei Duetten gibt es zwei Chorsätze. Von den zwei Accompagnato-Rezitativen und einem Arioso abgesehen, stehen 21 vollständige Arien in der Partitur. Von der Musik dieser Oper wird in der Literatur gesagt, dass sie mehr homophone Fakturen enthält als sonst in Händels Opern üblich, dass der Komponist auf alle Filigranarbeit verzichtete und das Orchester eher wie ein sinfonisches Ensemble der Vorklassik klingt. Der Text und Händels Musik dazu sind so grundlegend und allgemein, dass es noch leicht möglich war, am Ende des bereits fertigen zweiten Aktes Stoff und Musik von der Iberischen Halbinsel des Mittelalters in die antike Welt Kleinasiens zu verlagern.

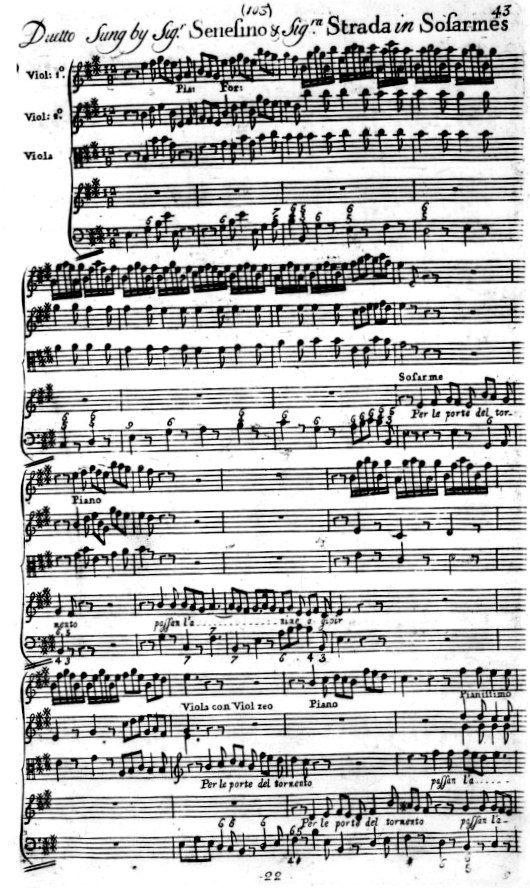
Beginn des Duettes „Per le porte del tormento“ im zweiten Akt. Druck von John Walsh, London 1735.

Sosarme ist eine Oper im Umbruch. Sie enthält manche Vorwegnahmen vor- und sogar klassischer Musik. Die Musik ist differenziert, was die Arien betrifft. Neben üblicher barocker Klangbildung steht nicht nur Händels Wille, das konventionell Barocke zu erweitern und zu reformieren, sondern auch virtuosem Zierrat und psychologischer Vertiefung der Figuren ein erhebliches Maß an dramatisch linearer Vereinfachung entgegenzusetzen. Manches wird hier Christoph Willibald Gluck und Wolfgang Amadeus Mozart vorweggenommen.
Das Libretto verlangt viel kompositorischen Einsatzes: Die Mutter, Erenice, zwischen Gemahl und Sohn stehend, charakterisiert Händel mit einer Mischung aus der Heldenstärke griechischer Tragödien und verzagender weiblich-weicher und zärtlicher Liebe. Händel mag dabei an Prinzessin Caroline gedacht haben. König Sosarme wird durch einen Kastraten dargestellt, und Händel gelingt das musikalische Wunder, diese Art von Gesangsstimme nicht nur zu psychologisieren, sondern auch die Arien an ein Melos zu binden, das (dennoch) das Heldenhafte dokumentiert. Sein Duett mit Elmira Per le porte del tormento (Nr. 18) ist eines der schönsten und ergreifendsten Liebesduette, die Händel jemals komponiert hatte, und ist der musikalische Höhepunkt einer ungewöhnlichen Situation: Der verwundete, auf einem Bett liegende Titelheld wird von seiner Geliebten Elmira gepflegt, die nicht etwa ob seines Zustandes verzweifelt, sondern nur glücklich darüber ist, ihn, den sie zuvor tot glaubte, lebend bei sich zu haben. In dieser Situation singen Sosarme und Elmira ein Duett, das von Schmerz und Wonne handelt:

“Per le porte del tormento
passan l’anime a gioir.
Sta ’l contento del cordoglio sul confine,
Non v’è rosa senza spine
né piacer senza martir.”

„Durch die Pforten der Qual
schreiten die Seelen zur Freude.
Die Zufriedenheit steht an der Grenze des Grams,
es gibt keine Rose ohne Dornen
und kein Vergnügen ohne Leid.“

Händel machte aus diesem Text ein fast überlanges Duett – so als wollten Elmira und Sosarme diesen Moment des Glücks bis zur Neige auskosten. Der Gestus des Siciliano, den Händel für pastorale ebenso wie für extrem verzweifelte Situationen reservierte, verweist gleichermaßen auf einen besonderen, herausgehobenen Moment wie auch die Tonart E-Dur. Eingebettet in einen üppig strömenden Streichersatz singen zwar auch Elmira und Sosarme häufig in den üblichen parallelen Sexten und mit den vertrauten Vorhalt-Dissonanzen, darüber hinaus aber reichert Händel dieses Duett mit zahlreichen, arkadisch-pastoral anmutenden Orgelpunkten an, die das Paradiesische dieser geschenkten Zweisamkeit unterstreichen.
Schließlich ist da noch der ungerecht aufsässige Sohn Argone, der es – wenn auch intrigenhaft gesteuert – fertigbringt, seinen untadeligen Vater Haliate zum Zweikampf aufzufordern. Händel wird auch mit dieser Situation und dem musikalischen Einbau des edlen illegitimen Haliate-Sohnes Melo fertig. Für die Partie des Altomaro war eine Arie Fra l’ombre e gl’orrori (Nr. 6) speziell für den Bassisten Montagnana aus der 1708 in Neapel komponierten Serenata Aci, Galatea e Polifemo entnommen worden, doch nicht einmal von ihm wurde erwartet, mit den extremen Sprüngen des Originals zurechtzukommen. Händel überarbeitete auch die Instrumentierung, strich die beiden Flöten und setzte den aus dem Original verbannten Generalbass wieder ein. Charles Burney war beeindruckt von Montagnana – von der Tiefe, Gewalt und dem Schmelz seiner Stimme sowie seiner einzigartigen Genauigkeit in der Intonation der weiten Intervalle.
Die wechselvolle Situationsanpassung der Händel’schen Musik in Sosarme ergibt sich aus dem traditionellen Willen, die korrelative Passbarkeitsmethode zu benutzen, aber Melodie-Lagen und Fakturen vom Rückgriff auf die Renaissance bis zum Vorgriff auf die Romantik zu spannen. Dabei kommt auch Polyphones nicht uninteressant zum Tragen. Die homophone Linie, die von der Ouvertüre bis zu einzelnen Szenen und Szenenverbünden reicht, ergibt sich durch die niveaugesteigerte Ambition, der Musik kooperative Vernetzungschancen zu liefern. Was ungeordnet, schnell angefertigt oder einseitig erscheinen mag, ist der schwierige Versuch, die textlichen Schwachstellen, Widersprüche und (Ab)-Wechselungen, mit einem nicht zu erkennenden, aber erhörbaren Leitfaden zu versehen.
Der manchmal zu lesende Hinweis, dass der Schlusschor von einem echten selbständigen Chor zu singen wäre, kann nicht akzeptiert werden. Händel hat in seinem Autograph die Namen der Personen an den Notenrand gesetzt, die das fünfstimmige Chorensemble singen sollen: Elmira (1. Stimme), Sosarme und Melo (2. Stimme), Erenice und Argone (3. Stimme), Haliate (4. Stimme) und Altomaro (5. Stimme). Der Chor steht im äußerst seltenen 9/8-Takt, und neben einer acht Takte umfassenden Instrumentaleinleitung übt das stark besetzte Orchester nicht nur eine Begleitfunktion aus, sondern beteiligt sich auch aktiv mit selbständigen Echo- und Intermezzo-Einwürfen. Wenn in der Literatur von einem „prächtigen“ Chor geschrieben wird, dann sind wohl besonders zwei Momente damit gemeint: die gloriose Instrumentalbesetzung und die Fünfstimmigkeit der vokalen Faktur. Allerdings trägt auch der Text zu diesem unantastbaren Urteil bei: „Dopo l’ire si funeste dell’amore spenda la face.“ („Nach solchem Kampf und so fataler Angst mag das Feuer der Liebe neu entflammen.“) Es ist also nicht der „Friede“, der in den Vordergrund gesetzt wird, es gilt auch nicht, der „Versöhnung“ den ersten Platz in der Reihe der gewordenen Erkenntnisse einzuräumen, vielmehr ist es die „Liebe“, die als zusammengezogenes Ergebnis gefeiert wird.

## Struktur der Oper
Ouverture. – (Menuetto.) (2 Ob, Fg, Str, BC)

### Erster Akt
| Scena I    | Recitativo. Argone Di mio padre al furore                                               |
|            | 1. Recitativo accompagnato. Argone (Str, BC) Voi miei fidi compagni ora mirate          |
|            | 2. Coro militare. (2 Ob, 2 Trp, Str, BC) Alla stragge, alla morte!                      |
| Scena II   | Recitativo. Elmira, Erenice Madre, e Regina. Elmira. E tanta fede                       |
|            | 3. Recitativo accompagnato. Erenice, Elmira (Str, BC) Rasserena Erenice il mesto ciglio |
|            | 4. Aria. Elmira (Fg, Str, BC) Rendi’l sereno al ciglio, madre, non pianger più          |
| Scena III  | Recitativo. Erenice, Elmira Giusti Numi, conforto                                       |
| Scena IV   | Recitativo. Erenice Così un figlio ribelle                                              |
|            | 5. Aria. Erenice (2 Ob, Str, BC) Forte inciampo al suo furore                           |
| Scena V    | Recitativo. Altomaro, Melo Melo, mio prence, soffri ch’io nipote t’appelli              |
|            | 6. Aria. Altomaro (Str, BC) Fra l’ombre e gl’orrori farfalla confusa                    |
| Scena VI   | Recitativo. Sosarme, Melo Come più dell’usato                                           |
|            | 7. Aria. Melo (2 Vl, BC) Sì, minaccia, e vinta l’ira                                    |
| Scena VII  | Recitativo. Haliate, Sosarme Il cessar dagli assalti                                    |
|            | 8. Aria. Sosarme (2 Ob, 2 Vl, BC) Il mio valore ch’albergo in petto                     |
| Scena VIII | Recitativo. Haliate Così dunque sospiran                                                |
|            | 9. Aria. Haliate (Str, BC) La turba adulatrice da me ritiri’l piè                       |
| Scena IX   | Recitativo. Argone Amici, troppo oscuro                                                 |
| Scena X    | Recitativo. Erenice, Elmira, Argone Ferma, o figlio, ove vai?                           |
|            | 2. Coro militare. Da capo                                                               |
|            | Recitativo. Argone, Erenice Ma chi ritorna in vita                                      |
|            | 10. Aria. Erenice (2 Ob, Str, BC) Due parti del core tra’l figlio e’l consorte          |
| Scena XI   | Recitativo. Elmira Oh Diva Hecate                                                       |
|            | 11. Aria. Elmira (Str, BC) Dite pace, e fulminante                                      |

### Zweiter Akt
| Scena I    | 12. Arioso. Elmira (Str, BC) Padre, germano, e sposo di voi chi vincera                      |
| Scena II   | Recitativo. Erenice, Elmira E ben dall’alta torre, di, che sorgesti, oh figlia?              |
|            | 13. Sinfonia. (2 Ob, 2 Trp, Str, BC)                                                         |
|            | Recitativo. Erenice Ma, oh Dei! ritorna il figlio                                            |
| Scena III  | Recitativo. Argone, Erenice, Elmira Madre, Germana                                           |
|            | 14. Duetto. Erenice, Argone (Str, BC) Se m’ascolti. / E udir potrei?                         |
| Scena IV   | Recitativo. Altomaro, Haliate Mio Re l’ultimo sforzo                                         |
| Scena V    | Recitativo. Melo, Haliate, Altomaro Padre, Signor! Che fia?                                  |
|            | 15. Aria. Haliate (2 Ob, Str, BC) Se discordia ci disciolse                                  |
| Scena VI   | Recitativo. Altomaro, Melo E così tu disprezzi                                               |
|            | 16. Aria. Melo (2 Vl, BC) So ch’il Ciel ben spesso gode                                      |
| Scena VII  | Recitativo. Altomaro Quanto più Melo ha sdegno                                               |
|            | 17. Aria. Altomaro (Str, BC) Sento il cor che lieto gode                                     |
| Scena VIII | Recitativo. Elmira, Sosarme Grazie al Cielo, Signor                                          |
|            | 18. Duetto. Elmira, Sosarme (Str, BC) Per le porte del tormento passan l’anime a gioir       |
| Scena IX   | Recitativo. Erenice, Sosarme, Elmira Signor, tuo regio sangue                                |
|            | 19. Aria. Sosarme (2 Ob, 2 Hr, Str, BC) Alle sfere della gloria                              |
| Scena X    | Recitativo. Sosarme, Argone Son tuo congiunto                                                |
| Scena XI   | Recitativo. Erenice, Elmira, Sosarme, Argone, Altomaro A queste voci, io riconosco il figlio |
| Scena XII  | Recitativo. Erenice, Sosarme, Elmira Oh Dei! pria che succeda                                |
|            | 20. Aria. Erenice (Str, BC) Vado al campo, a combatter col pianto                            |
| Scena XIII | Recitativo. Elmira, Sosarme Mio sposo, ahi qual orror                                        |
|            | 21. Aria. Sosarme (2 Vl, BC) In mille dolci modi al sen ti stringerò                         |
| Scena XIV  | Recitativo. Elmira Parmi ch’un dolce ragio di bella speme                                    |
|            | 22. Aria. Elmira (2 Vl, BC) Vola l’augello del caro nido                                     |

### Dritter Akt
| Scena I    | 23. Sinfonia. (2 Ob, Str, BC)                                                              |
|            | Recitativo. Altomaro, Haliate, Melo Mi siegue la Regina, ajuto, o frodi!                   |
| Scena II   | Recitativo. Altomaro, Erenice, Haliate Ella giunge. Consorte                               |
|            | 24. Aria. Haliate (2 Vl, BC) S’io cadrò per tuo consiglio                                  |
| Scena III  | Recitativo. Erenice, Melo Melo dov’è’l tuo zelo?                                           |
|            | 25. Aria. Erenice (Vl solo, Str, BC) Cuor di madre, e cuor di moglie                       |
| Scena IV   | Recitativo. Melo A deluder le frodi                                                        |
|            | 26. Aria. Melo (2 Vl, BC) Sincero affetto dolce preghiere                                  |
| Scena V    | Recitativo. Argone Per la segreta porta                                                    |
| Scena VI   | Recitativo. Elmira, Argone, Sosarme E amor di figlio? Un padre reo l’estinse               |
| Scena VII  | Recitativo. Elmira, Sosarme Fermati, ingrato! Ah! mostro                                   |
|            | 27. Aria. Sosarme (2 Ob, Str, BC) M’opporò da generoso                                     |
| Scena VIII | Recitativo. Elmira Correte pur a fiumi                                                     |
|            | 28. Aria. Elmira (2 Ob, Str, BC) Vorrei, ne pur saprei che la spene nel mio core           |
| Scena IX   | Recitativo. Haliate, Altomaro Altomaro si renda libero lo steccato                         |
|            | 29. Aria. Altomaro (2 Ob, Str, BC) Tiene Giove in mano il folgore gl’empi sol per fulminar |
| Scena X    | Recitativo. Melo, Haliate Ah padre! eccoti al piede                                        |
| Scena XI   | Recitativo. Altomaro, Argone, Haliate Signor qui giunge Argone                             |
| Scena XII  | Recitativo. Melo, Erenice, Haliate, Argone, Altomaro Oh! padre! Ah! figlio mio!            |
| Scena XIII | Recitativo. Elmira, Sosarme, Argone, Haliate, Erenice Io fui presente. Io testimon ne sono |
|            | 30. Duetto. Elmira, Sosarme (2 Ob, Fg, Str, BC) Tu caro sei il dolce mio tesoro            |
|            | Recitativo. Sosarme Fugga da questo suol                                                   |
|            | 31. Coro. (2 Ob, 2 Hr, Str, BC) Dopo l’ire si funeste                                      |

## Erfolg und Kritik
“We have likewise had two Operas, Etius and Sosarmes, the first most Masterly, the last most pleasing, and in my mind exceeding pretty: There are two Duetto’s which Ravish me, and indeed the whole is vastly Genteel; (I am sorry I am so wicked) but I like one good Opera better than Twenty Oratorio’s.”

„Es gab ebenfalls zwei Opern, Etius und Sosarmes: die erste war meisterlich, die letztere ausgesprochen gefällig, und für mein Empfinden wirklich sehr schön. Es sind darin zwei Duette, die mich entzückten, und tatsächlich ist die ganze Oper äußerst liebenswürdig. Entschuldigung, ich bin so gottlos: aber ich mag eine gute Oper lieber als zwanzig Oratorien.“

„Sosarme erlebte in diesem Jahrlaufe zehn [elf] Vorstellungen, stand also in der öffentlichen Gunst höher, als Ezio. Daß lediglich sein innerer Werth solches bewirkte, kann man eben nicht sagen, denn im Ezio sind einige große Züge, welcher Sosarme sich nicht rühmen kann. Aber eine reiche Mannigfaltigkeit musikalischer Ausdrucksweisen, schöne sangbare Melodien (zum Beispiel gleich die erste Arie der Strada ‚Rendi’l sereno al ciglio‘, die Duette ‚Per le porte del tormente‘ und ‚Tu caro‘, die Menuet für Senesino, und viele andere), ein glückliches Anlehnen an die neue Richtung (man betrachte unter andern nur die ausgezeichneten Tenorgesänge ‚La turba adulatrice‘ und ‚Se discordia‘) und eine wohlberechnete Kürze verliehen ihm damals das Uebergewicht. Es bleibt auch immerhin ein vorzügliches Werk. Der Schlußchor ist glänzend und gehaltvoll. Tenor und Baß sind im Sosarme neben den oberen Stimmen wieder auf’s beste bedacht, Montagnana besonders in dem bedeutenden Gesange ‚Sento il cor‘, wie überhaupt jeder Stimme und jeder dramatischen Person ihr Recht geschieht ohne ängstliche Rücksichtnahme auf die Sänger. So natürlich und preiswürdig uns dies jetzt erscheint, so gewagt und für den augenblicklichen Erfolg nachtheilig war es zu einer Zeit, wo jene Opernbesucher, welche sich früher an Bononcini und sodann an der Bettler-Oper ergötzt hatten, mehr und mehr der neu-italienischen Richtung zuströmten.“

Winton Dean hatte 1958 auf dramatische Schwächen in der Oper hingewiesen, einschließlich des verzögerten Eintrittes von Sosarme in die Geschichte und seines minimalen Einflusses auf das Geschehen, ebenso auf seine schwache Charakter-Entwicklung. Er hat auch eingeräumt, dass die Qualität der musikalischen Inspiration sich innerhalb dieser Grenzen bewegt. Fast 50 Jahre später schrieb Dean allerdings, dass

“[…] Sosarme does more honour to Handel as an musician than as a dramatist […] The characters […] sing exquisite music […] The variety of resource in rhythm, melody, harmony and design is as striking as in any of the operas; all three duets and the final coro are of exceptional merit. Yet Sosarme remains too close to the received idea of opera seria as a string of unmatched pearls.”

„Sosarme macht dem Musiker Händel mehr Ehre, als dem Dramatiker. […] Die Darsteller […] haben erlesene Musik zu singen […] Die erfinderische Vielfalt in Bezug auf Rhythmus, Melodie, Harmonie und Gestaltung ist so bemerkenswert wie in einigen seiner Opern. Alle drei Duette und der Schlusschor sind herausragende Kompositionen. Aber Sosarme bleibt zu sehr der ursprünglichen Idee der ‚Opera seria‘ verpflichtet, als einer Abfolge unvergleichlicher musikalischer Perlen.“

## Orchester
Zwei Oboen, Fagott, zwei Trompeten, zwei Hörner, Streicher, Generalbass (Violoncello, Laute, Cembalo).
Von Charles Burney wissen wir, dass Pietro Castrucci die Solovioline in Erenices Arie Cuor di madre, e cuor di moglie (Nr. 25) spielte. Dagegen gibt es kein zeitgenössisches Zeugnis für die Annahme im The New Grove, Castrucci habe die Arie auf seiner von ihm erfundenen Violetta marina gespielt.

## Diskografie

### Sosarme
- L’Oiseau-Lyre OLS 124-6 (1954): Alfred Deller (Sosarme), William Herbert (Haliate), Margaret Ritchie (Elmira), Nancy Evans (Erenice), Helen Watts (Melo), Ian Wallace (Altomaro), John Kentish (Argone)

The Saint Cecilia Orchestra; Dir. Anthony Lewis (146 min)
- Muza SX 2089/90 (1981): Marcin Szczycinski (Sosarme), Piotr Kusiewicz (Haliate), Malgorzata Armanowska (Elmira), Ewa Werka (Erenice), Jadwiga Rappé (Melo), Marek Gasztecki (Altomaro), Piotr Kusiewicz (Argone)

Polnisches Radio- und Fernseh-Kammerorchester Posen (Poznań); Dir. Agnieszka Duczmal
- Newport 85575 (1993): D’Anna Fortunato (Sosarme), John Aler (Haliate), Julianne Baird (Elmira), Jennifer Lane (Erenice), Drew Minter (Melo), Nathaniel Watson (Altomaro), Raymond Pellerin (Argone)

Amor Artis Orchestra; Dir. Johannes Somary (129 min)

### Fernando
- Virgin Classics 00946548326 (2005): Lawrence Zazzo (Fernando), Filippo Adami (Dionisio), Veronica Cangemi (Elvida), Marianna Pizzolato (Isabella), Max Emanuel Cenčić (Sancio), Antonio Abete (Altomaro), Neal Banerjee (Alfonso)

Il complesso barocco; Dir. Alan Curtis (149 min)